# Teiu, Stînga Nistrului
Teiu este satul de reședință al comunei cu același nume din Unitățile Administrativ-Teritoriale din Stînga Nistrului (Transnistria), Republica Moldova. A fost atestat documentar pentru prima oară în 1711. În 2015 populația satului se cifra la 1509 locuitori, majoritatea români (moldoveni).

## Personalități

### Născuți în Teiu
- Veniamin Zelțer (n. 1927), om de știință sovietic moldovean în domeniul viticulturii.